# Linia kolejowa Hannover – Würzburg
Linia kolejowa Hannover – Würzburg – pierwsza z kilku linii kolei dużych prędkości dla ruchu pociągów Intercity-Express, które powstały w Niemczech. Linia łączy Hanower i Würzburg przez Getyngę, Kassel i Fuldę.
Budowa linii rozpoczęła się już w 1973 r., a jej otwarcie nastąpiło w 1991 roku. Koszty budowy szacowane są na około 40 mln marek niemieckich (20,45 miliona euro) za kilometr.